# Načešice
Načešice är en ort i Tjeckien.   Den ligger i regionen Pardubice, i den centrala delen av landet, 90 km öster om huvudstaden Prag. Načešice ligger 324 meter över havet och antalet invånare är 515.
Terrängen runt Načešice är platt åt nordost, men åt sydväst är den kuperad. Terrängen runt Načešice sluttar norrut. Runt Načešice är det ganska glesbefolkat, med 47 invånare per kvadratkilometer. Närmaste större samhälle är Pardubice, 15,3 km nordost om Načešice. I omgivningarna runt Načešice växer i huvudsak blandskog.